# هوشنگ پزشک‌نیا
هوشنگ پزشک‌نیا (زادهٔ ۱۲۹۶ – درگذشتهٔ ۱۳۵۱) از نقاشان پس از مکتب کمال‌الملک و از صاحب‌نام‌ترین هنرمندان نسل اول مدرنیسم ایران بود.
پزشک‌نیا، نقاش تصویرهای تنهایی، فراموشی و پریشانی و طراحی جسور بود که با خط‌های شکسته، سریع و زاویه‌دار با رنگ‌های تیره در دهه چهل توانست چند نمایشگاه موفق در پاریس و لندن برپا کند. در آثار او هویت ایرانی بیشتر به چشم می‌آید و مضمون آثارش تحت تأثیر مردم تهی‌دست است که با شیوه قدیمی صبورانه زندگی را تحمل می‌کنند.

## زندگی و آثار

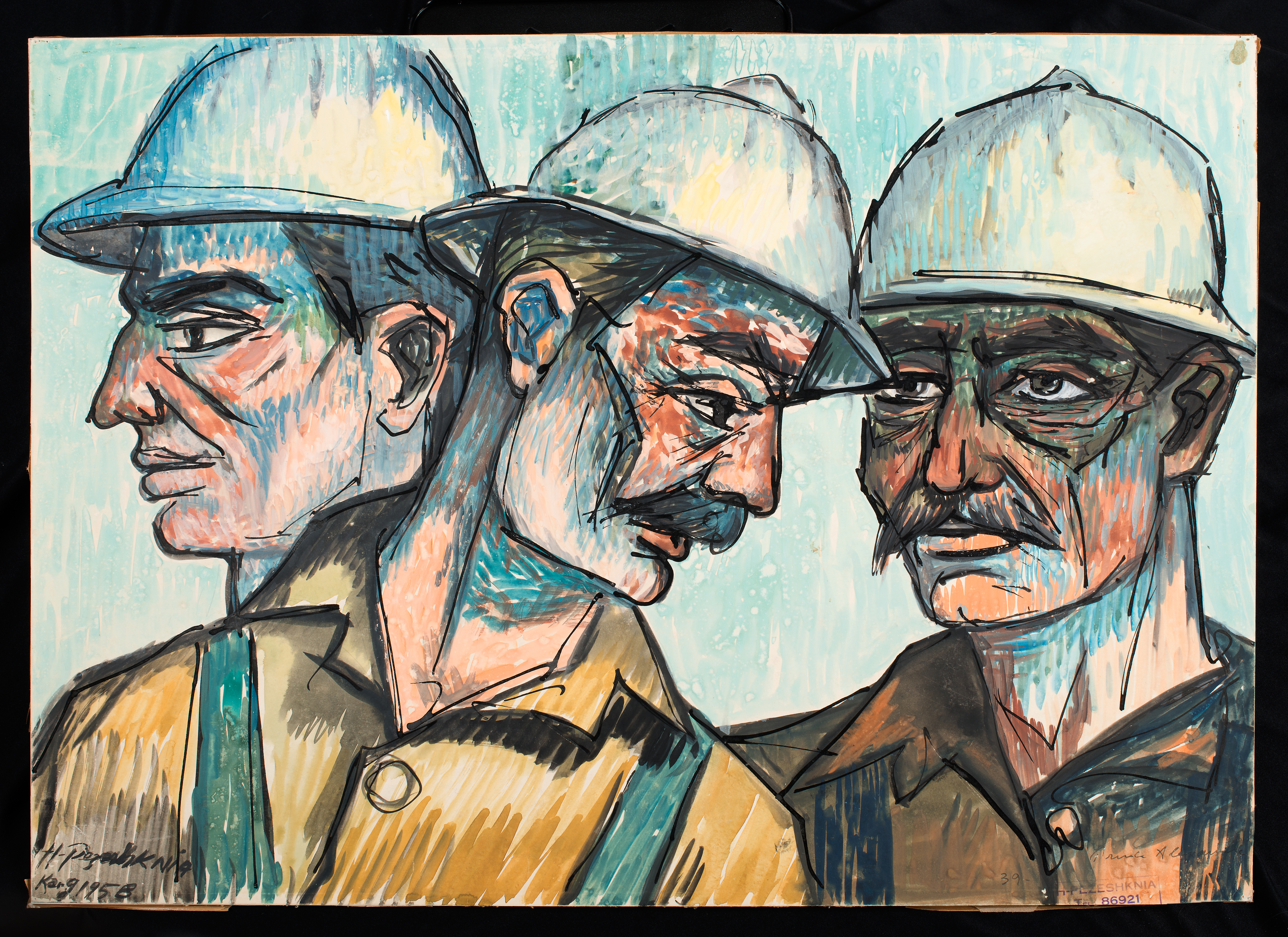
«خارک»، ۱۹۵۸، آبرنگ روی مقوا. پزشک‌نیا در این نقاشی کارگران صنعت نفت را در جزیرهٔ خارک به تصویر کشیده‌است.

هوشنگ پزشک‌نیا در سال ۱۲۹۶ در تهران به دنیا آمد. خانواده‌اش او را برای تحصیلات به مدرسه نظام فرستادند. در سال ۱۳۱۶ توانست مدرک تحصیلی خود را در رشته تاریخ و جغرافیا از دانشسرای عالی دریافت کند.
او در سال ۱۳۲۱ به استانبول رفت و در «هنرکدهٔ استانبول» ثبت نام کرد و زیر نظر پروفسور لئوپولد لوی تحصیلات خود را در رشته نقاشی آغاز کرد و رؤیای همیشگی‌اش را تحقق بخشید.
پزشک‌نیا در سال ۱۳۲۵ به ایران بازگشت و به استخدام شرکت نفت درآمد و همزمان با ابراهیم گلستان، نویسنده و فیلمساز، رابطه دوستانه‌ای پیدا کرد. زندگی‌نامهٔ او به قلم ابراهیم گلستان از بهترین نمونه‌های تذکره‌نویسی مدرن ایران محسوب می‌شود که در کتاب گفته‌ها به چاپ رسیده‌است.
پزشک‌نیا در سال ۱۳۳۵ اولین و تنها فیلم خود را با نام «استریپ» بر اساس داستان «لاله» صادق هدایت ساخت.
هوشنگ پزشک‌نیا از جمله نقاشانی است که نمایشگاه نقاشی خود را در سال ۱۳۳۷ در گالری آپادانا، اولین مرکز هنرهای تجسمی برگزار کرد. آپادانا پاتوق هنرمندانی چون حسین کاظمی، محمود جوادی‌پور، احمد اسفندیاری، مهدی ویشکایی و دیگر هنرمندان جوانی بود که سعی داشتند هنر نو را آمیخته با هویت ایرانی به مردم معرفی کنند. او در دهه چهل چندین نمایشگاه موفق در پاریس و لندن برپا کرد.
سال‌های پایانی عمر او در پریشانی سپری شد و در نهایت در سال ۱۳۵۱ در خیابان دروس شمیران درگذشت و در قطعه۷، ردیف ۳۰، شماره ۵ بهشت زهرای تهران به خاک سپرده شد.

## مرگ پزشک نیا به قلم ابراهیم گلستان
از نیمه شب گذشته بود به من خبر دادند هوشنگ مرده است.بابک فرزندش خبر آورد.یک چند لحظه بعد که در کوچه رفتم می دانستم کاری نمی توانم کرد جز،شاید ،دلداری به بچه هایش یا کارهای باطل دیگر .در باز بود .این دستگاه که بی برق بیکاره ست.فرزندانش که در اتاق جلو تا مرا دیدیند گریه سر دادند هوشنگ را نشان دادند.از دور در نیمه تاریکی می شد دید آرام خوابیده است،مرده است،دیگر نیست.کنجکاوی عقیم بود و مستهجن.پهلوی بچه ها ماندم.بعد ،خویشان که آمدند دکتر هم همراه شان آمد.گفت تن کاملا سرد است.هر چیز مرسوم و عادی بود-یک جغد بر بام خانه خوانده بود٫در خواب دیده بودندش خندان از پله می رود پایین،حیفش بود،قندش زیاد بود و هر چه گفتندش باید مداوا کرد لج می کرد،چه باید کرد،تقدیر است،بیست هزار تومان طلب کار است،راحت شد،سختی مشید.حتا ،آیا دوباره ممکن است به حال بیاید،«.اما صدای بچه ها اگر آمد تنها از گریستن بود.بر دیوار نقاشی های تازه و قدیمی او،کم کم ٫در نور صبح،روز تازه می دیدند.
مانند عکس طلوع زمین بودند از پشت دشت خالی و خاموش ماه.آن تازه های خسته مغشوش ٫آن قدیمی های پر قدرت،تصویر مادرش ٫تصویری از خودش به جوانی،چندین تصویر از زنش،که خودش نیز آن جا بود،تصویر بچه ها،و عکس قاب کرده پدرش با آن شباهت کامل به مرد تابلوی ««گل های آفتاب گردان»»،این عاطفی ترین ،خاکی ترین،آدمی ترین ،مذهبی ترین کارش-مذهبی تر حتا از آن مسیح مصلوبش با مرغ های دریایی که تا چندی پیش این جا آویزان بود و دیگر نیست.سوسن شروع کرد به پایین کشیدن آن ها .بابک می پلکید.نیلوفر سر گرم صاف کردن رو میزی شد،و یاسمن که سردش بود بر خاست رفت کت هوشنگ را برداشت،آن را پوشید.انگار خود را در پدر پوشاند.
دیگر چیزی نمانده بود جز این که آمبولانس بیاید.بیرون خانه صبح سرد ابری روشن بود.او هر که بود و هر چه کرد دیگر مرد.
ده سال آخر عمرش انکار ادعای حرمت هنر در ایران بود.تکذیب زنده این ادعای بی جان بود.

## چاپ آثار و بزرگداشت
زندگی‌نامه هوشنگ پزشک‌نیا به همراه آلبومی از آثارش در کتاب به باغ همسفران از طرف نشر نظر به قلم رویین پاکباز و یعقوب امدادیان منتشر شده‌است. آبان ۱۳۹۱ مجله تندیس بزرگداشتی برای او در گالری برگ سازمان زیباسازی شهر تهران برگزار کرد. 
در اردیبهشت ۱۳۹۵ کتاب «سایه پدربزرگم» که شرح حالی از زندگی هوشنگ پزشک‌نیا است در گالری شیرین رونمایی شد. این کتاب به کوشش سحر خلخالیان، نقاش و نوهٔ این هنرمند و به همراه مقدمه‌هایی از ابراهیم گلستان و نجف دریابندری منتشر شده‌است. در این کتاب کارهای ابتدایی هوشنگ پزشک‌نیا، تصویرگری‌ها و کارهای گرافیکی، نقاشی‌های جنوب و آثار کمتر دیده شده او چاپ شده‌است.همچنین نوه این هنرمند محمد خلخالیان برای یاد بود هوشنگ پزشک نیا صفحه ای را در شبکه اینستاگرام راه اندازی کرد و آثار وی را در آنجا به نمایش گذاشت.

## نگارخانه

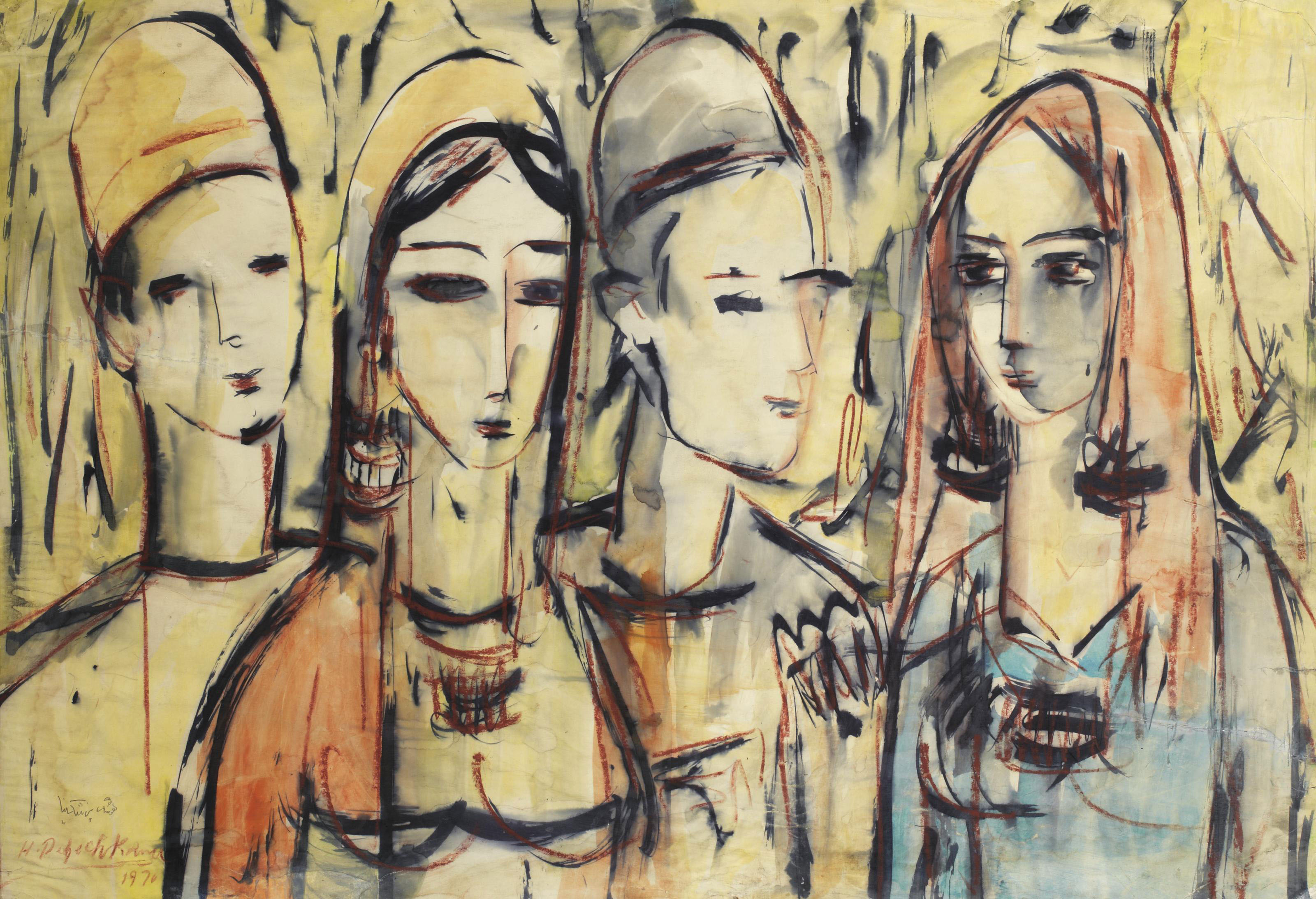
بدون عنوان، ۱۹۷۰ م
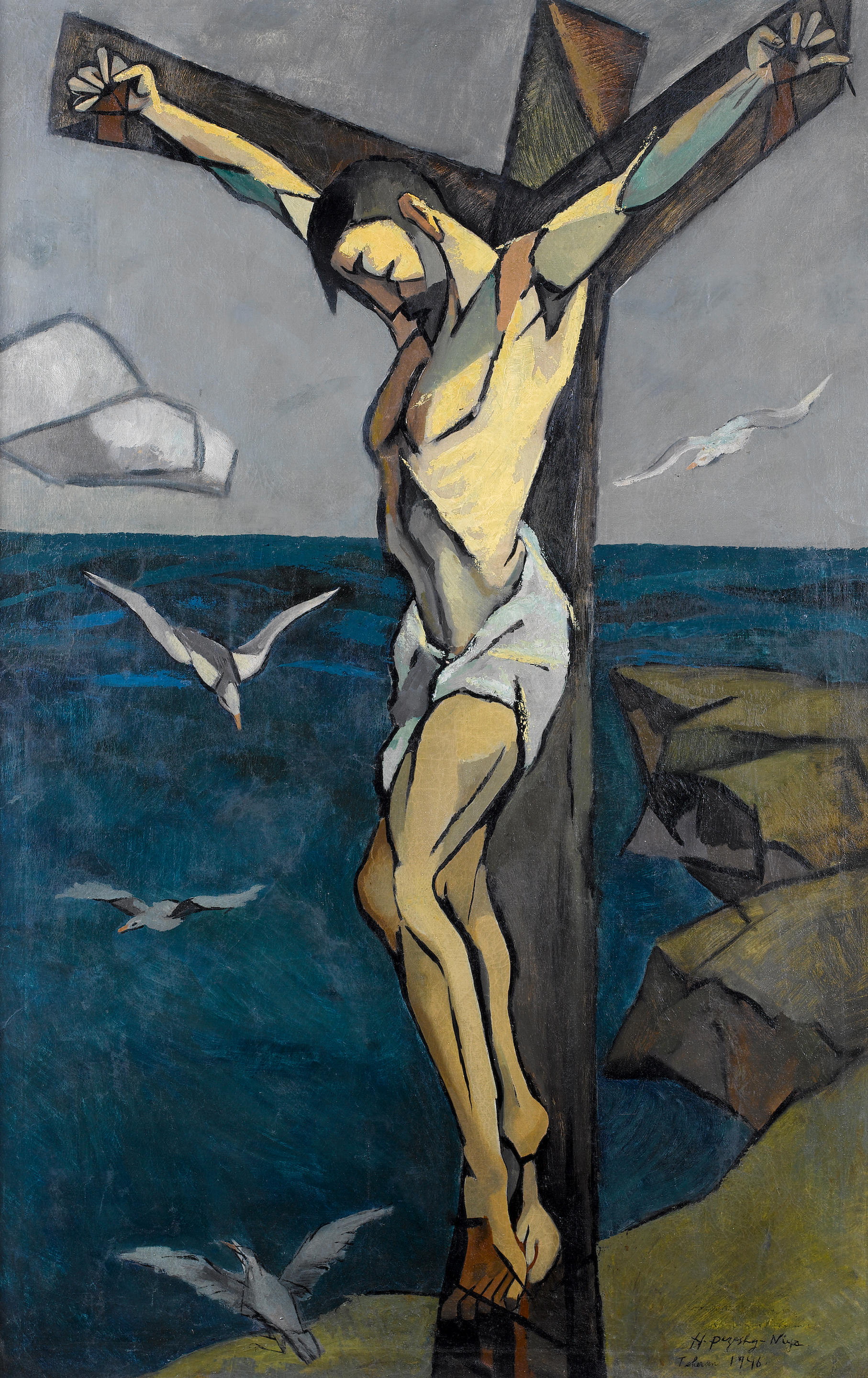
مصلوب، ۱۹۴۶ م
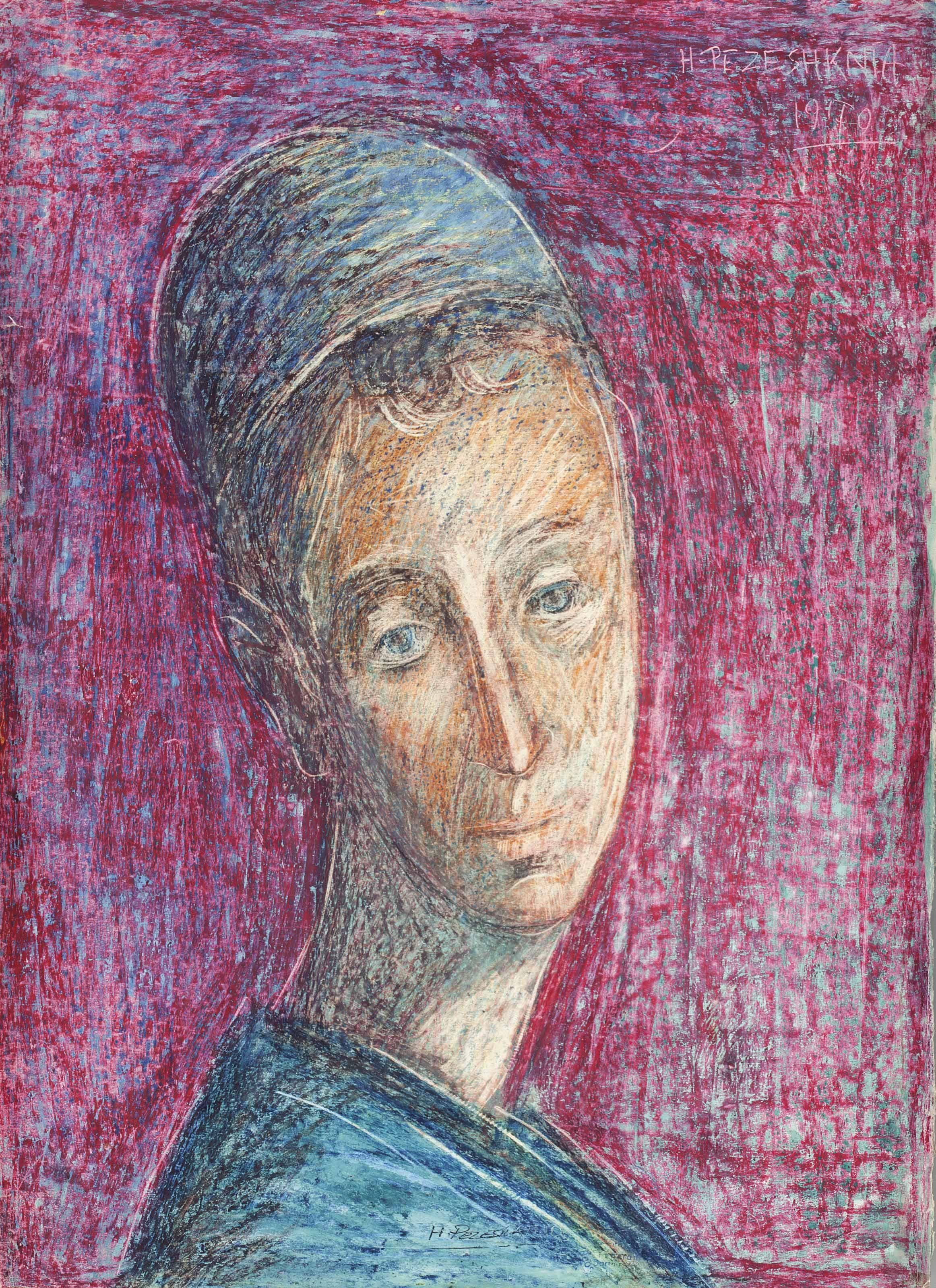
بدون عنوان، ۱۹۷۰ م
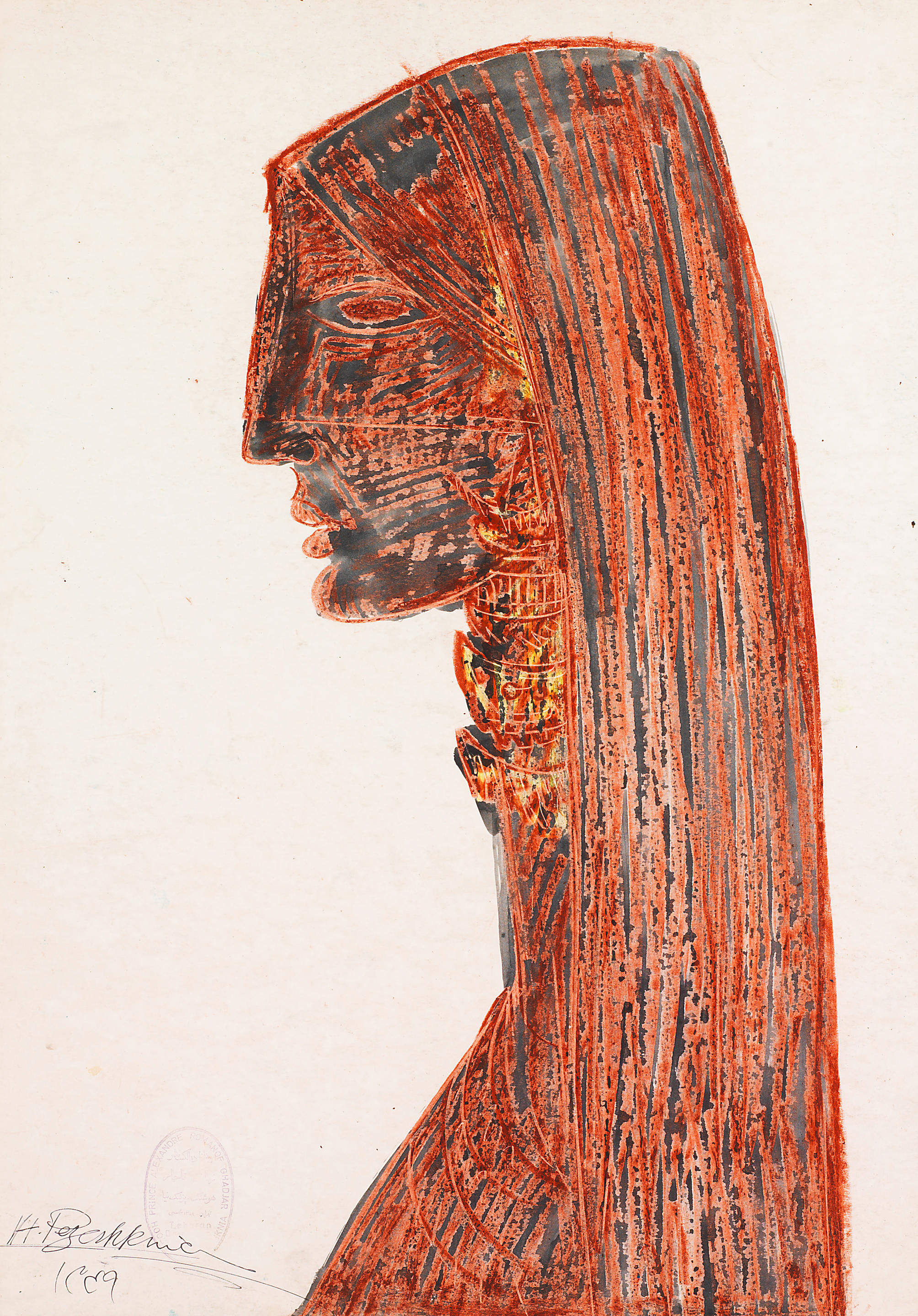
نیمرخ سرخ، ۱۹۷۰ م